# Тираник темний
Тира́ник темний (Serpophaga nigricans) — вид горобцеподібних птахів родини тиранових (Tyrannidae). Мешкає в Південній Америці.

## Опис

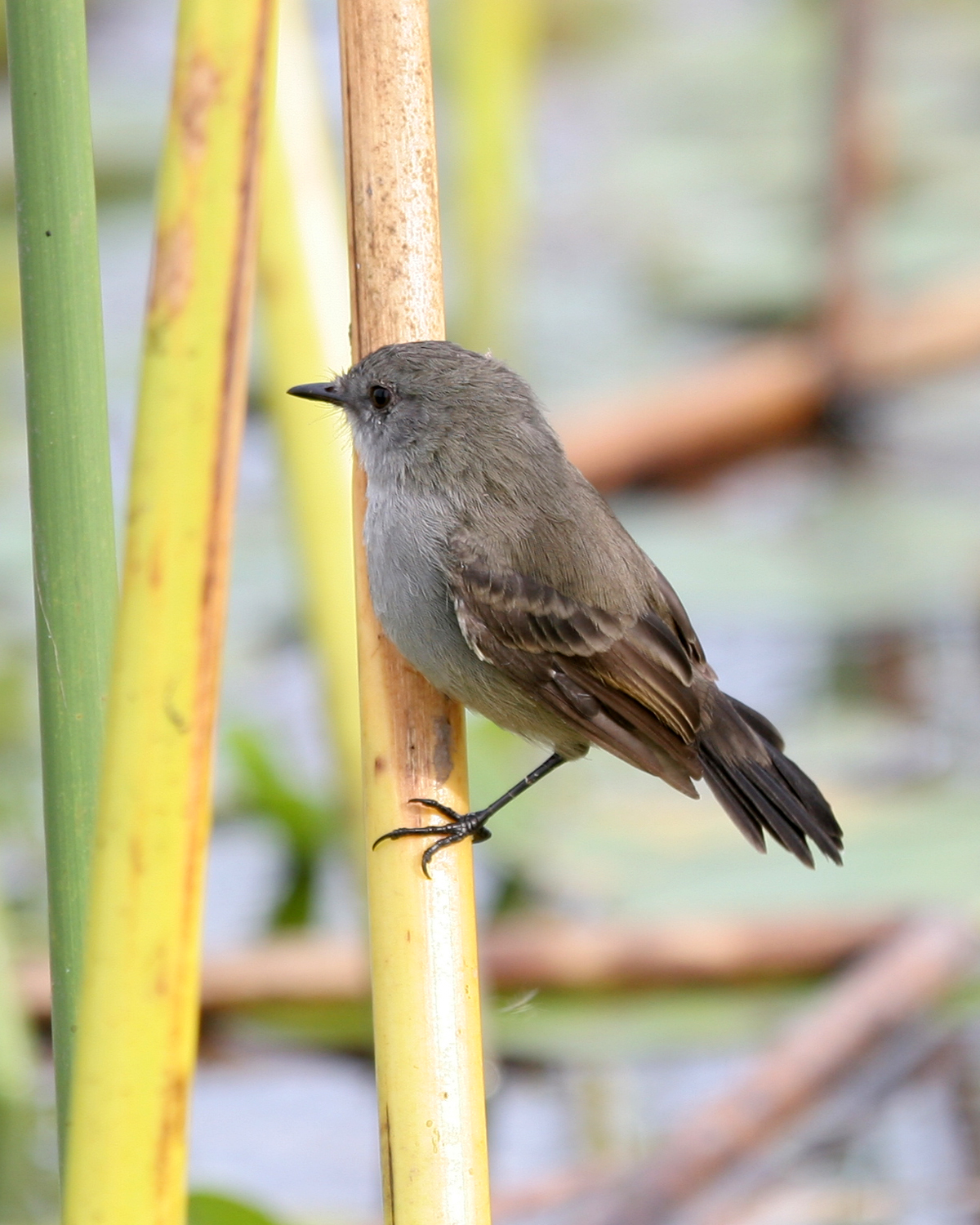
Темний тираник

Довжина птаха становить 11-12 см, вага 9 г. Виду не притаманний статевий диморфізм. Верхня частина тіла сіра або коричнювато-сірі, крила темні, живіт світло-сірий. На крилах дві нечіткі сірі смуги. Хвіст чорний. Підборіддя білувате, на тімені малопомітна біла пляма. Дзьоб і лапи чорні.

## Поширення і екологія
Темні тираники мешкають в південній Болівії (Тариха), східному Парагваї, Уругваї, південній і південно-східній Бразилії (на південь від Токантінса) і Аргентині (на південь до Ріо-Негро). Вони живуть поблизу води, на берегах річок, струмків і озер, на болотах, в чагарникових заростях і на заплавних луках. Зустрічаються парами, на висоті до 1000 м над рівнем моря. Живляться комахами і личинками. Сезон розмноження триває з жовтня по грудень. Гніздо чашоподібне, в кладці 3 яйця. Темні тираники іноді стають жертвами гніздового паразитизму синіх вашерів.